# Monumento a Juan Manuel Rodríguez Ojeda

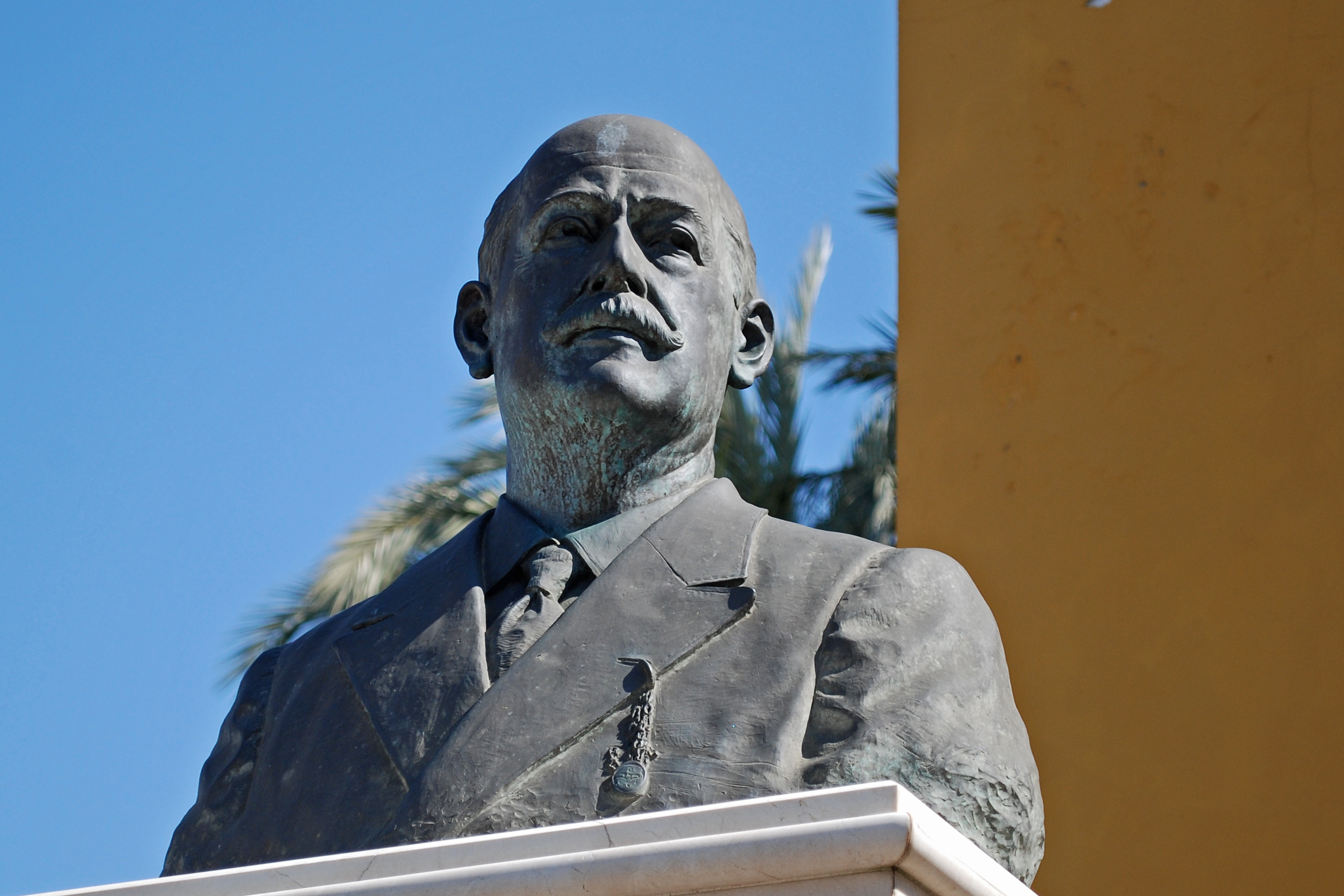
Busto de Rodríguez Ojeda en su monumento.

El monumento a Juan Manuel Rodríguez Ojeda es un monumento dedicado al bordador y diseñador sevillano Juan Manuel Rodríguez Ojeda (1853-1930), realizado en el año 2000 por el escultor Luis Álvarez Duarte, y situado en el barrio de San Gil de la ciudad de Sevilla (Andalucía). Fue instalado junto a la puerta de la Macarena y frente a la basílica homónima con motivo del 70.º aniversario de su fallecimiento.
El homenajeado, Juan Manuel Rodríguez Ojeda está considerado renovador de la Semana Santa en Sevilla. Fue hermano de la Hermandad de la Esperanza Macarena, para la que además trabajó en varias ocasiones, destacando entre todos el manto «El Camaronero» que realizó en 1900 para la imagen de María Santísima de la Esperanza Macarena, con el que contribuyó con sus novedosas formas y bordados a la popularización de la nueva estética, creando un nuevo estilo de vestir a las dolorosas que fue muy imitado posteriormente.